# Myrmecophilidae
Famille
Les Myrmecophilidae  sont une famille d'orthoptères du sous-ordre des ensifères dont les espèces sont myrmécophiles. Du point de vue vernaculaire, ils sont connus sous les noms de fourmigrils et myrmécophiles. 

## Liste des tribus et genres
Selon Orthoptera Species File (27 mars 2010) :
- Bothriophylacini Miram, 1934
  - Eremogryllodes Chopard, 1929
  - Microbothriophylax Gorochov, 1993
- Myrmecophilini Saussure, 1874
  - Myrmecophilus Berthold, 1827
  - Myrmophilellus Uvarov, 1940
- tribu indéterminée
  - Camponophilus Ingrisch, 1995
  - †Araripemyrmecophilops Martins-Neto, 1991

## Référence
- Saussure, 1874 : Mission Scientifique au Mexique et dans l'Amérique Centrale, 6e partie, études sur les Orthoptères, 3e livre, p. 293-516.